# Liste der kolumbianischen Leichtathletikrekorde
Die kolumbianischen Leichtathletik-Landesrekorde sind die Bestleistungen von kolumbianischen Athleten, die bei Disziplinen der Leichtathletik aufgestellt worden sind. In den hier aufgeführten Rekorden wurden zum einen keine Bestleistungen berücksichtigt, bei denen manuelle Zeitnahme verwendet wurde, und zum anderen keine Bestleistungen, für die World Athletics keine offiziellen Freiluft-Rekorde führt.

## Olympische Disziplinen

### Freiluft-Rekorde, Männer
| Disziplin               | Rekord                                                                                                 | Athlet/Athleten                                                    | Datum      | Ort                    |
| ----------------------- | --- | ------------------------------------------------------------------ | ---------- | ---------------------- |
| 100 m                   | 10,15 s (+2,0 m/s)                                                                                     | Isidro Montoya                                                     | 29.08.2014 | Cali                   |
| 200 m                   | 20,37 s (−1,9 m/s)                                                                                     | Bernardo Baloyes                                                   | 04.05.2015 | Medellín               |
| 400 m                   | 45,25 s                                                                                                | Diego Palomeque                                                    | 30.04.2016 | Medellín               |
| 800 m                   | 1:44,31 min                                                                                            | Rafith Rodríguez                                                   | 15.05.2011 | Belém                  |
| 1500 m                  | 3:42,75 min                                                                                            | Rafith Rodríguez                                                   | 14.03.2014 | Santiago de Chile      |
| 5000 m                  | 13:29,67 min                                                                                           | Domingo Tibaduiza                                                  | 16.08.1978 | Zürich                 |
| 10.000 m                | 27:53,02 min                                                                                           | Domingo Tibaduiza                                                  | 11.06.1978 | Wien                   |
| Marathon                | 2:11:17 h                                                                                              | Carlos Mario Grisales                                              | 15.04.1996 | Boston                 |
| 110 m Hürden            | 13,27 s (+1,6)                                                                                         | Paulo Villar                                                       | 28.10.2011 | Guadalajara            |
| 400 m Hürden            | 49,90 s                                                                                                | Yeison Rivas                                                       | 19.11.2015 | Cali                   |
| 3000 m Hindernis        | 8:28,6 min                                                                                             | Gerald Giraldo                                                     | 29.11.2013 | Trujillo               |
| Hochsprung              | 2,33 m                                                                                                 | Gilmar Mayo                                                        | 17.10.1994 | Pereira                |
| Stabhochsprung          | 5,40 m                                                                                                 | Miguel Saldarriaga                                                 | 27.07.1991 | Medellín               |
| Weitsprung              | 7,96 m (+0,2 m/s)                                                                                      | Lewis Asprilla                                                     | 25.06.1999 | Bogotá                 |
| Dreisprung              | 17,09 m (0,0 m/s)                                                                                      | John Murillo                                                       | 16.08.2016 | Rio de Janeiro         |
| Kugelstoßen             | 19,53 m                                                                                                | Edder César Moreno                                                 | 17.11.2012 | Santander de Quilichao |
| Diskuswurf              | 65,84 m                                                                                                | Mauricio Ortega                                                    | 01.06.2016 | Jablonec nad Nisou     |
| Hammerwurf              | 64,64 m                                                                                                | David Castrillón                                                   | 20.10.1990 | Medellín               |
| Speerwurf               | 82,39 m                                                                                                | Dayron Marquez                                                     | 10.07.2016 | Medellín               |
| Zehnkampf               | 7383                                                                                                   | Andrés Mantilla                                                    | 23.07.2005 | Cali                   |
| Zehnkampf               | 11,30 s (−0,6) 6,82 m (0,0) 13,65 m 1,99 m 49,69 s / 14,77 s (−0,1) 42,23 m 4,00 m 49,73 m 4:37,33 min |                                                                    |            |                        |
| 20-km-Gehen (Straße)    | 1:19,45 h                                                                                              | Éider Arévalo                                                      | 13.04.2013 | Podébrady              |
| 50-km-Gehen (Straße)    | 3:47,41 h                                                                                              | James Rendon                                                       | 24.09.2014 | Valley Cottage         |
| 4-mal-100-Meter-Staffel | 39,20 s                                                                                                | - Isidro Montoya - Álvaro Gómez - Luis Nuñez - Daniel Grueso       | 29.07.2010 | Mayagüez               |
| 4-mal-400-Meter-Staffel | 3:01,16 min                                                                                            | - John Perlaza - Diego Palomeque - Carlos Lemus - Anthony Zambrano | 10.07.2016 | Medellín               |

### Freiluft-Rekorde, Frauen
| Disziplin               | Rekord                                                                                       | Athletin/Athletinnen                                                      | Datum      | Ort            |
| ----------------------- | -------------------------------------------------------------------------------------------- | ------------------------------------------------------------------------- | ---------- | -------------- |
| 100 m                   | 11,18 s (+1,6 m/s)                                                                           | Felipa Palacios                                                           | 17.08.2005 | Armenia        |
| 200 m                   | 22,85 s (+1,2 m/s)                                                                           | Felipa Palacios                                                           | 20.08.2005 | Armenia        |
| 400 m                   | 49,64 s                                                                                      | Ximena Restrepo                                                           | 05.08.1992 | Barcelona      |
| 800 m                   | 1:59,38 min                                                                                  | Rosibel García                                                            | 03.07.2006 | Athen          |
| 1500 m                  | 4:06,99 min                                                                                  | Muriel Coneo                                                              | 03.06.2016 | Huelva         |
| 5000 m                  | 15:35,30 min                                                                                 | Carolina Tabares                                                          | 28.11.2013 | Trujillo       |
| 10.000 m                | 32:24,24 min                                                                                 | Carolina Tabares                                                          | 02.05.2015 | Palo Alto      |
| Marathon                | 2:35,19 h                                                                                    | Iglandini Gonzalez                                                        | 03.03.1996 | Los Angeles    |
| 100 m Hürden            | 12,89 s (+0,9 m/s)                                                                           | Brigitte Merlano                                                          | 17.07.2011 | Mayagüez       |
| 400 m Hürden            | 56,05 s                                                                                      | Ximena Restrepo                                                           | 26.11.1994 | Valencia       |
| 3000 m Hindernis        | 9:42,71 min                                                                                  | Ángela Figueroa                                                           | 20.05.2012 | Rio de Janeiro |
| Hochsprung              | 1,93 m                                                                                       | Caterine Ibargüen                                                         | 22.07.2005 | Cali           |
| Stabhochsprung          | 4,21 m                                                                                       | Milena Agudelo                                                            | 19.08.2005 | Armenia        |
| Weitsprung              | 6,73 m (+1,8 m/s)                                                                            | Caterine Ibargüen                                                         | 30.06.2012 | Bogotá         |
| Dreisprung              | 15,31 m (0,0 m/s)                                                                            | Caterine Ibargüen                                                         | 18.07.2014 | Monaco         |
| Kugelstoßen             | 18,03 m                                                                                      | Sandra Lemos                                                              | 16.05.2013 | Uberlândia     |
| Diskuswurf              | 58,50 m                                                                                      | Maria Isabel Urritia                                                      | 26.06.1992 | Valencia       |
| Hammerwurf              | 69,80 m                                                                                      | Johana Moreno                                                             | 29.03.2009 | Santa Fe       |
| Speerwurf               | 63,84 m                                                                                      | Flor Ruíz                                                                 | 25.06.2016 | Cali           |
| Siebenkampf             | 6270                                                                                         | Evelis Aguilar                                                            | 26.06.2016 | Cali           |
| Siebenkampf             | 13,56 s (+2,3 m/s) 1,71 m 13,25 m 23,76 s (+3,5 m/s) / 6,06 m (−0,3 m/s) 45,98 m 2:10,06 min |                                                                           |            |                |
| 20-km-Gehen (Straße)    | 1:29:31 h                                                                                    | Sandra Arenas                                                             | 07.05.2016 | Rom            |
| 4-mal-100-Meter-Staffel | 43,03 s                                                                                      | - Melisa Murillo - Felipa Palacios - Darlenys Obregón - Digna Luz Murillo | 10.07.2004 | Bogotá         |
| 4-mal-100-Meter-Staffel | 43,03 s                                                                                      | - Melisa Murillo - Felipa Palacios - Darlenys Obregón - Norma González    | 12.08.2005 | Helsinki       |
| 4-mal-400-Meter-Staffel | 3:29,94 min                                                                                  | - Princesa Oliveros - Norma González - Evelis Aguilar - Jennifer Padilla  | 28.10.2011 | Guadalajara    |

## Nichtolympische Disziplinen

### Freiluft-Rekorde, Männer
| Disziplin             | Rekord       | Athlet            | Datum      | Ort               |
| --------------------- | ------------ | ----------------- | ---------- | ----------------- |
| 1 Meile               | 4:12,3 min   | Alberto Ospina    | 19.04.1984 | Villavicencio     |
| 3000 m                | 7:50,02 min  | Domingo Tibaduiza | 10.07.1978 | Frankfurt am Main |
| Halbmarathon          | 1:01:29 h    | Herder Vasquez    | 10.03.1996 | Kyōto             |
| 20.000-m-Gehen (Bahn) | 1:21:31,17 h | Querubin Moreno   | 30.11.1994 | Mar del Plata     |
| 50.000-m-Gehen (Bahn) | 4:17:11,0 h  | Mauricio Cortes   | 16.11.1986 | Caracas           |

### Freiluft-Rekorde, Frauen
| Disziplin             | Rekord       | Athletin          | Datum      | Ort           |
| --------------------- | ------------ | ----------------- | ---------- | ------------- |
| 1 Meile               | 4:59,8 min   | Fabiola Luz Rueda | 19.05.1984 | Villavicencio |
| 3000 m                | 9:19,04 min  | Bertha Sánchez    | 26.05.2006 | Ponce         |
| Halbmarathon          | 1:10:28 h    | Yolanda Caballero | 17.03.2013 | New York City |
| 5-km-Gehen (Straße)   | 22:37 min    | Sandra Zapata     | 09.05.2008 | Tscheboksary  |
| 10.000-m-Gehen (Bahn) | 47:06,76 min | Liliana Bermeo    | 1994       | Mar del Plata |
| 10-km-Gehen (Straße)  | 45:40 min    | Sandra Zapata     | 09.05.2008 | Tscheboksary  |
| 15-km-Gehen (Straße)  | 1:11:06 h    | Sandra Zapata     | 13.05.2006 | A Coruña      |
| 20.000-m-Gehen (Bahn) | 1:37:45,94 h | Sandra Zapata     | 07.06.2007 | São Paulo     |

Die Tabellen basieren auf einem Stand vom 13. November 2016.